# Passabém
Passabém là một đô thị thuộc bang Minas Gerais, Brasil. Đô thị này có diện tích 94,538 km², dân số năm 2007 là 1801 người, mật độ 22,6 người/km².